# Coscinia striata
Coscinia striata är en fjärilsart som beskrevs av Carl von Linné 1758. Coscinia striata ingår i släktet Coscinia och familjen björnspinnare. Inga underarter finns listade i Catalogue of Life.

## Bildgalleri

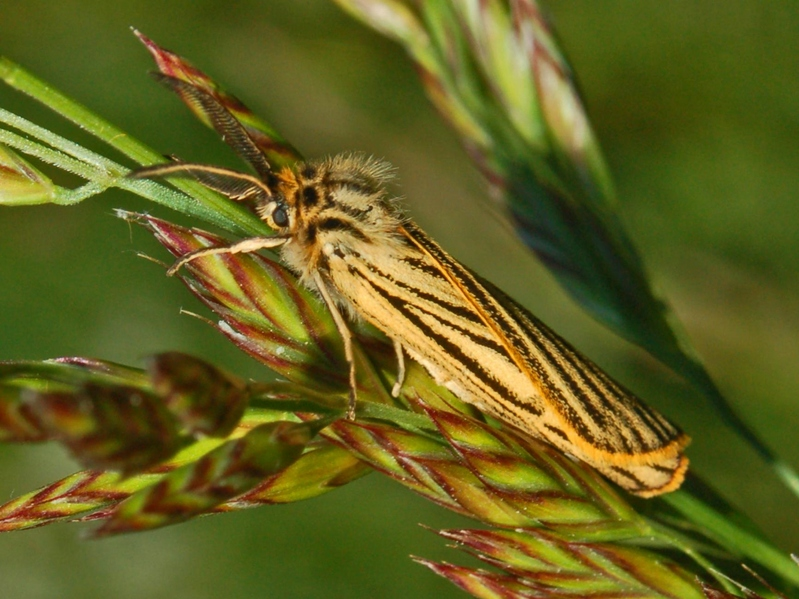
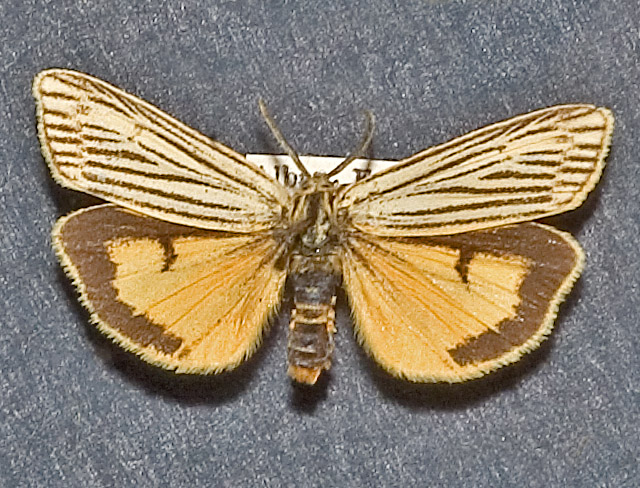